# Eva Paulin
Eva Paulin (* 1955 in Graz, Österreich) ist eine österreichische Theaterregisseurin und Bühnenbildnerin. Sie lebt in Luxemburg und Montreal.

## Leben und Karriere
Eva Paulin wuchs zweisprachig und in zwei Kulturen auf. Romanistik- und Orientalistik-Studium an der Universität Graz und an derselben Universität Bühnenbild und Kostümkunde. Ihre Kinder mit Jean Paul Maes sind 1982, 1988 und 1990 geboren. Es gab lange Phasen, in denen sie sich ausschließlich ihren Kindern widmete.
1985 bis 1988 freischaffende Bühnenbildnerin in Deutschland. 1988 Luxemburg. Bühnenbilder mit dem jetzigen Direktor des TNL (Théâtre National de Luxembourg) Festival Wiltz; 1990 bei dem Festival für zeitgenössische Musik in Karlsruhe das Angebot einer ersten Inszenierung „Hughie“ von Eugene O’Neill mit dem Théâtre du Centaure. Mit Jean Paul Maes und Thierry van Werveke 50 Inszenierungen in Deutsch, Französisch und Luxemburgisch an Theaterhäusern wie dem Théâtre des Capucins, dem TNL, dem Kasemattentheater, dem TOL und dem Théâtre d’Esch – sowie einige Koproduktionen mit dem Theaterhaus Stuttgart und dem Stadttheater Trier.
Ko-Direktorin des Steinforter Festivals. 1991 entsteht das Steinforter Festival in Luxemburgisch Deutsch (Gründung mit dem luxemburgischen Schauspieler und Autor Jean Paul Maes).
Ungewöhnliche Bearbeitungen von alten luxemburgischen Texten und Uraufführungen von luxemburgischen Stücken, zum Teil auf Bestellung des Festivals; Seit 19 Jahren erfolgreiches Sommerevent.
2000 Gründung des Fördervereins zur Unterstützung zeitgenössischer Bühnenliteratur, APTC asbl (Association pour la Promotion du Théâtre Contemporain), der Mitglied des Luxemburgischen Berufstheaterverbandes ist. 2001 und 2003 Festival Act-in – ein Festival, mit dem Luxemburg und die Grossregion (Trier, Thionville und Arlon), vertreten von acht Theatern in Luxemburg und den Stadttheatern der Partnerstädte, zehn Tage lang jeden Abend eine Erstaufführung eines Bühnenstückes aus einem Land mit sogenannter „kleiner“ Sprache, in deutscher oder französischer Übersetzung, zeigten.
2008 Mitglied der Jury des bedeutenden Filmfestivals FIPA in Biarritz (F) auf Empfehlung von Andreï Makine (Prix Goncourt 1999), der 2007 sein erstes Theaterstück veröffentlichte – „Le monde selon Gabriel“, das er auf Grund ihrer Begegnung 2004 bei dem Kongress Premier Forum de la Culture, Luxembourg, geschrieben hat. Im Jahr 2009 folgte die Übersetzung ins Deutsche von „Le monde selon Gabriel“ – „Die Welt“. Im Folgejahr 2010 folgte ein Libretto für die Oper „Fatamorgana“  für den kanadischen Komponisten Gabriel Thibaudeau.
Das Bestreben von Eva Paulin ist es, die Enge, die durch Beschreibung oder Benennung eines Objektes oder einer Empfindung entsteht, zu überwinden. Sie betrachtet eine Sache solange, bis sich das äußere Bild und ihr Name aufweichen und sie durch ihr sich öffnendes Gewebe den Blick auf andere Facetten oder auf das Nichts freigibt. In ihrer Regiearbeit löst sie die literarische Vorgabe solange auf, bis das Leben durchdringt, das den Zuschauer berühren kann.

## Wichtige Inszenierungen
- 1990: Hughie von Eugene O’Neill, Théâtre du Centaure-Luxemb. (Inszenierung und Bühnenbild)
- 1992: Der Bauer als Millionär von Ferdinand Raimund, Théâtre des Casemates - Luxembg. (Inszenierung und Bühnenbild)
- 1993: Waikiki Beach von Marlene Streeruwitz, Théâtre des Casemates - Luxembg. (Inszenierung und Bühnenbild)
- 1995: Péiteng von Jean Paul Maes (UA), Théâtre Municipal Esch (Uraufführung, Inszenierung und Bühnenbild)
- 1996: Good Night Sweetheart von Jean Paul Maes, Kapuzinertheater – Luxembg. (Uraufführung und Inszenierung)
- 1999: An hannendrun den Hiwwel von Jean Paul Maes, Théâtre Municipal d’Esch_ Festival de Wiltz (Uraufführung und Inszenierung)
- 2000: Große Szene am Fluß von Tankred Dorst, Théâtre National / APTC (Inszenierung und Bühnenbild)
- 2001: Wanter von Pol Greisch, Théâtre des Capucins, Luxembg. (Uraufführung und Inszenierung)
- 2003: Wir sind noch einmal davongekommen von Thornton Wilder, Koproduktion Théâtre d’Esch-Theaterhaus Stuttgart (Inszenierung)
- 2005: Projekt; Gertrude Stein Collage von Eva Paulin nach Texten von Gertrude Stein, Capucins/Musée d 'Histoire (Inszenierung)
- 2009: Ein Teil der Gans von Martin Heckmanns, Theatre des Capucins (Inszenierung)
- 2010: Tinnitustranskription von Astrid Kohlmeier (Uraufführung, Inszenierung und Bühnenbild)